# Río Medina (Tucumán)
El río Medina o Medinas o río Chico es un curso fluvial situado en la provincia de Tucumán, en el noroeste de la Argentina. Forma parte de la cuenca de la Laguna Mar Chiquita.
Está ubicado en el centro de la provincia de Tucumán, a la que recorre en sentido oeste-este. Como todos los ríos de la región, conduce más agua durante la temporada estival que durante la invernal, ya que el clima monzónico produce lluvias casi exclusivamente en los meses cálidos.
Nace en el noreste de la provincia de Catamarca, en el valle de Aconquija, un valle de altura ubicado entre la Sierra del Aconquija y la Sierra de Narváez, que sirve de límite con la provincia de Tucumán, con el nombre de río del Campo. Este valle tiene una vegetación de altura, con abundantes bosques montanos de altura, que se alimentan más bien de las nubes que se convierten en nieblas que de lluvias directas. Parte del aporte hídrico se debe al deshielo de la sierra del Aconquija, que periódicamente presenta nevadas. Tras recibir el aporte del río Pucará, se llama indistintamente río del Campo o río de Aconquija; más hacia el norte recibe los aportes de otros ríos que bajan de la sierra del Aconquija, los ríos Pisavil, Potrero y Chacras, que desembocan casi juntos.
A partir de esa unión, el río gira abruptamente hacia el este, cambia su nombre por el de río de las Cañas y atraviesa una profunda garganta, ingresando en la provincia de Tucumán, atravesando una estrecha quebrada y perdiendo rápidamente altitud. En esta zona se ha planificado construir un aprovechamiento hidroeléctrico múltiple, el proyecto hidroeléctrico Potrero del Clavillo, que nunca ha pasado de proyecto. Casi al final de la quebrada recibe el aporte del río Cochuna por su margen izquierda, punto a partir del cual se llama oficialmente río Medinas.
Al llegar al pie de las montañas, el río corre en dirección este-sudeste, pasando junto a las ciudades de Aguilares y Medinas antes de recibir por su margen derecha el río Chico. Este se forma en las laderas de la sierra de Narváez por la unión de los ríos Tacana y Saltón, y pasa junto a la localidad de Santa Ana. A partir de la confluencia de ambos ríos, el cauce resultante lleva indistintamente el nombre de río Medinas o Chico. En esta zona es ya un río plenamente de llanura, pero con un régimen pluvial estival de montaña, de modo que no son raras las inundaciones. La localidad de Monteagudo, si bien no está muy cerca del río, sufre periódicas inundaciones estivales; pero también las ciudades de Aguilares y Santa Ana sufren las crecidas de los ríos Chico y Medina.
Finalmente, el río desemboca en el embalse Río Hondo, a corta distancia de las bocas de los ríos Gastona, al norte, y Marapa, al sur.